# Cleburne County (Alabama)
Cleburne County ist ein County im Bundesstaat Alabama der Vereinigten Staaten. Der Sitz der Countyverwaltung (County Seat) befindet sich in Heflin.

## Geographie
Das County liegt im Nordosten von Alabama, grenzt im Osten an Georgia und hat eine Fläche von 1453 Quadratkilometern, wovon zwei Quadratkilometer Wasserfläche sind. Es grenzt in Alabama im Uhrzeigersinn an folgende Countys: Randolph County, Clay County, Talladega County, Calhoun County und Cherokee County.

## Geschichte
Cleburne County wurde am 6. Dezember 1866 auf Beschluss der State Legislature aus Teilen des Calhoun County, des Randolph County und des Talladega County gebildet. Benannt wurde es nach Patrick Ronayne Cleburne, einem General der Armee der Konföderierten, der in der Schlacht von Franklin fiel. Die erste Bezirkshauptstadt war Edwardsville, 1906 wurde es nach einer Abstimmung im County und auf Beschluss des Supreme Court of Alabama Heflin.
Ursprünglich lebten im Gebiet des heutigen County Creek und Cherokee. Die ersten weißen Siedler kamen in den 1820er Jahren in die Region, die vorerst spärlich bevölkert blieb. Dies änderte sich in den 1830er Jahren, als im Süden des Countys Goldvorkommen entdeckt wurden. So zogen bis 1836 um die 5.000 Goldschürfer in die Gegend von Arbacoochee und Chulafinnee. Im Jahr 1849 überdeckte der kalifornische Goldrausch denjenigen im Cleburne County. Laut Schätzungen wurde Gold im Wert von einer Million US-Dollar aus den dortigen Flüssen gewaschen. Gegen Ende des 19. Jahrhunderts wurden im südlichen Cleburne County außerdem Kupfer- und Micavorkommen entdeckt, jedoch nur wenig Anstrengungen unternommen, diese auszubeuten. Gleichfalls im späten 19. Jahrhundert etablierte sich ein Weingut in der Region, das zu einem beliebten touristischen Ziel im Bundesstaat wurde. Im frühen 20. Jahrhundert musste das Weingut schließen, als eine Pflanzenkrankheit die Weinreben vernichtete. 1882 erhielt Heflin einen Anschluss an die Georgia Pacific Railway, womit eine Zugverbindung nach Atlanta bestand.
Vier Bauwerke im County sind im National Register of Historic Places (NRHP) eingetragen (Stand 31. März 2020), darunter das Cleburne County Courthouse, das John Morgan House und die Shoal Creek Church.

## Demographische Daten

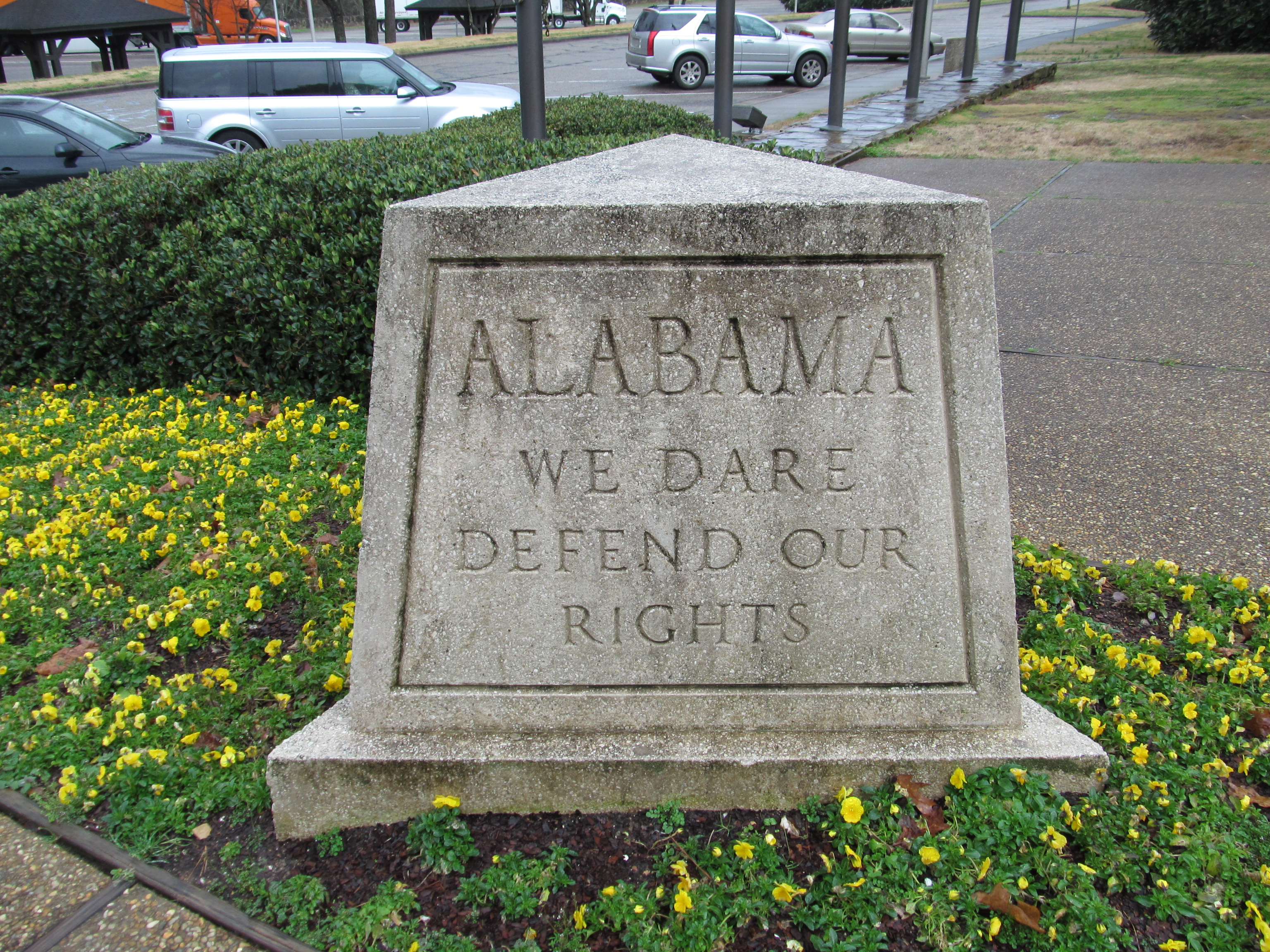
Alabamas Staatsmotto in Stein

Nach der Volkszählung im Jahr 2000 lebten im Cleburne County 14.123 Menschen. Davon wohnten 113 Personen in Sammelunterkünften, die anderen Einwohner lebten in 5.590 Haushalten und 4.125 Familien. Die Bevölkerungsdichte betrug 10 Einwohner pro Quadratkilometer. Ethnisch betrachtet setzte sich die Bevölkerung zusammen aus 94,74 Prozent Weißen, 3,70 Prozent Afroamerikanern, 0,30 Prozent amerikanischen Ureinwohnern, 0,14 Prozent Asiaten, 0,01 Prozent Bewohnern aus dem pazifischen Inselraum und 0,34 Prozent aus anderen ethnischen Gruppen; 0,77 Prozent stammten von zwei oder mehr Ethnien ab. 1,40 Prozent der Bevölkerung waren spanischer oder lateinamerikanischer Abstammung.
Von den 5.590 Haushalten hatten 32,8 Prozent Kinder und Jugendliche unter 18 Jahren, die bei ihnen lebten. In 61,4 Prozent lebten verheiratete, zusammen lebende Paare, 8,7 Prozent waren allein erziehende Mütter, 26,2 Prozent waren keine Familien, 23,0 Prozent aller Haushalte waren Singlehaushalte und in 10,3 Prozent lebten Menschen im Alter von 65 Jahren oder darüber. Die Durchschnittshaushaltsgröße betrug 2,51 und die durchschnittliche Familiengröße betrug 2,95 Personen.
24,3 Prozent der Bevölkerung waren unter 18 Jahre alt, 8,2 Prozent zwischen 18 und 24, 28,5 Prozent zwischen 25 und 44, 25,3 Prozent zwischen 45 und 64 und 13,7 Prozent waren 65 Jahre oder älter. Das Durchschnittsalter betrug 38 Jahre. Auf 100 weibliche Personen kamen 99,3 männliche Personen und auf Frauen im Alter von 18 Jahren und darüber kamen 96,4 Männer.
Das jährliche Durchschnittseinkommen eines Haushalts betrug 30.820 USD, das Durchschnittseinkommen einer Familie 35.579 USD. Männer hatten ein Durchschnittseinkommen von 29.752 USD, Frauen 18.840 USD. Das Prokopfeinkommen betrug 14.762 USD. 10,9 Prozent der Familien und 13,9 Prozent der Einwohner lebten unterhalb der Armutsgrenze.

## Orte im County
- Abel
- Abernathy
- Ai
- Bell Mills
- Belltown
- Borden Springs
- Borden Wheeler Springs
- Chulafinnee
- Cleburne
- Coldwater
- Edwardsville
- Five Points
- Fruithurst
- Grantley
- Heflin
- Hightower
- Hollis Crossroads
- Hopewell
- Lebanon
- Lecta
- Liberty Hill
- Macedonia
- Micaville
- Muscadine
- Oak Level
- Palestine
- Piney Woods
- Plainview
- Ranburne
- Trickem
- Union Hill